# Eumorphus simplex erythromerus
Eumorphus simplex erythromerus es una subespecie de coleóptero de la familia Endomychidae.

## Distribución geográfica
Habita en Yunnan, Birmania y la India.